# Highwood (Illinois)
Highwood és una població dels Estats Units a l'estat d'Illinois. Segons el cens del 2000 tenia 4.143 habitants.

## Demografia
Segons el cens del 2000, Highwood tenia 4.143 habitants, 1.555 habitatges, i 933 famílies. La densitat de població era de 2.539,1 habitants/km².
Dels 1.555 habitatges en un 29,8% hi vivien nens de menys de 18 anys, en un 43,2% hi vivien parelles casades, en un 10% dones solteres, i en un 40% no eren unitats familiars. En el 34,1% dels habitatges hi vivien persones soles el 13% de les quals corresponia a persones de 65 anys o més que vivien soles. El nombre mitjà de persones vivint en cada habitatge era de 2,6 i el nombre mitjà de persones que vivien en cada família era de 3,31.
Per edats la població es repartia de la següent manera: un 23,3% tenia menys de 18 anys, un 10,6% entre 18 i 24, un 33,8% entre 25 i 44, un 16,6% de 45 a 60 i un 15,7% 65 anys o més.
L'edat mediana era de 34 anys. Per cada 100 dones de 18 o més anys hi havia 98 homes.
La renda mediana per habitatge era de 42.993 $ i la renda mediana per família de 53.000 $. Els homes tenien una renda mediana de 30.560 $ mentre que les dones 27.560 $. La renda per capita de la població era de 24.138 $. Aproximadament el 4,3% de les famílies i el 7% de la població estaven per davall del llindar de pobresa.

## Poblacions més properes
El següent diagrama mostra les poblacions més properes.